# Gratteri
Gratteri (sicilià Ratteri) és un municipi italià, dins de la ciutat metropolitana de Palerm. L'any 2007 tenia 1.081 habitants. Limita amb els municipis de Cefalù, Collesano, Isnello i Lascari.

## Administració
| Període | Identitat           | Partit        |
| ------- | ------------------- | ------------- |
| 2008-   | Giuseppe Muffoletto | Llista cívica |